# Francisco María Tubino
Francisco María Tubino y Oliva (San Roque, (Cadis), 12 de setembre de 1833 - Sevilla, 6 de novembre de 1888) fou un polític, periodista, escriptor, crític d'art i historiador andalús que va pertànyer a la Real Academia de Bellas Artes de San Fernando. Defensor del federalisme com de la unitat d'Espanya.

## Biografia
Nascut a San Roque el 12 de setembre de 1833, va ser periodista, escriptor, arqueòleg, i una de les més importants figures del protoandalusisme. Casat amb Gabina Nájera, va tenir tres filles. Va morir a Sevilla el 6 de novembre de 1888.

## Trajectòria
Va realitzar els seus primers treballs com a periodista als diaris La Palma o La Moda. Col·laborarà amb premsa de Cadis, Sevilla i Màlaga i arribarà a ésser director de El Porvenir. Des de desembre de 1857 fou redactor de La Andalucía, del qual el 1860 va ser també propietari, després de la fusió de La Palma de Sevilla i La Palma de Cadis. Diputat provincial per Sevilla eñ 1863 i acadèmic numerari de la Reial Acadèmia Sevillana de Bones Lletres el 1865, el 1866 es trasllada a Madrid.

## Unión Andaluza
Des de 1858 Francisco Maria Tubino intenta fer cristal·litzar el projecte d'una Unión Andaluza, una entitat sense caràcter institucional i els objectius de la qual serien principalment acabar amb l'aïllament de les «petites repúbliques» que són les províncies andaluses i aconseguir una acció mancomunada, denunciant l'oblit total per part dels governs constituïts cap a Andalusia i vehicular a través dels parlamentaris andalusos la pressió sobre Madrid.

## Obres destacades
En el web Cervantes Virtual està la seva obra completa.
- Literatura mogrebiana. Memoria sobre los códices árabes cedidos a la Universidad de Sevilla, Sevilla, 1861.
- La corte en Sevilla. Crónica de un viaje de SS.MM. y AA.RR. a las provincias de Andalucía en 1862, Sevilla, 1863.
- Gibraltar ante la historia, la diplomacia y la política, Sevilla, 1863.
- Murillo. Su época, su vida, sus cuadros, Sevilla, 1863.
- Estudios Contemporáneos, 1865.
- Cervantes y el Quijote. Estudios críticos, Madrid, 1872.
- Patria y federalismo, 1873.
- Historia del Renacimiento literario contemporáneo en Catalunya, Baleares y Valencia, Madrid, 1880.
- El arte en España, Sevilla, 1883.
- Pedro de Castilla. La leyenda de Dª María Coronel y la muerte de D. Fadrique, Madrid, 1887.